# 托品
托品是莨菪烷的衍生物，在第三個碳上有羥基，有時也稱為3-托品醇（3-tropanol）。托品有毒，是會潮解的晶體粉末，是杂环的醇，也是胺類。
托品是神經系統中許多活性化學物質（包括莨菪烷类生物碱）的药效成份。像長效抗膽鹼藥物即因其效果而作做藥物。
苯扎托品及乙苯托品是托品的衍生物，托品也是抗膽鹼劑阿托品結構中的一部份。

## 自然界的托品
颠茄和曼陀罗都有托品的成份。

## 化學

### 合成
托品可以用阿托品的水解或是茄科生物鹼的水解來製備。

## 外部連結
- General reactions of tropine